# Acceleration Studies Foundation
Acceleration Studies Foundation (ASF) – organizacja non-profit założona przez Johna Smarta w San Pedro w Kalifornii. Zaangażowana w edukację i badania nad przyspieszającym postępem.

## Historia
W 1999 John Smart uruchomił SingularityWatch.com (które w 2005 zmieniło nazwę na AccelerationWatch.com). W kwietniu 2003 grupa ośmiu futurologów utworzyła Institute for Accelerating Change, później tego roku zmieniono nazwę na Institute for the Study of Accelerating Change i w 2005 znowu zmieniono na Acceleration Studies Foundation.